# Ricardo Lara Parada
Ricardo Lara Parada (El Centro, Barrancabermeja, Santander, 12 de octubre de 1939-Barrancabermeja, 14 de noviembre de 1985) fue un guerrillero y político colombiano. Fundador y desmovilizado del Ejército de Liberación Nacional (Colombia).

## Biografía
Realizó su bachillerato desde 1952 y al terminar este se mostró interesado en estudiar Medicina, terminó por inscribirse a la carrera de Ingeniería Química en la Universidad Industrial de Santander (UIS), que no terminaría por viajar a Cuba. Inició su carrera política formalmente en las filas de las Juventudes del Movimiento Revolucionario Liberal (MRL)

### Militancia en el ELN
Participó como miembro fundador del Ejército de Liberación Nacional, luego de participar en con Fabio Vásquez Castaño, Víctor Medina Morón y Roberto Reina entre otros de una expedición a Cuba para capacitarse en defensa militar. Constituirán el 4 de julio de 1964 en San Vicente de Chucuri (Santander) el núcleo fundador del ELN. El 7 de enero de 1965 participa en la Toma de Simacota (Santander) que dejó 3 policías, 2 soldados, una civil y un guerrillero muertos. En esa acción armada darían a conocer el Manifiesto de Simacota. 
Lideró el ataque a Papayal (Norte de Santander) el 3 de febrero de 1965, con 2 policías muertos y heridos de ambos bandos. El 3 de febrero de 1966 realizó una emboscada en San Rafael, a destacamento de la policía. Tras la muerte en el combate de Patio Cemento del sacerdote Camilo Torres Restrepo en febrero de 1966, el grupo que comandaba Lara Parada pasó a denominarse con el nombre del cura guerrillero. El 27 de julio de 1966, el Frente Camilo Torres Restrepo planeó y llevó a cabo una emboscada en el corregimiento de Martha, Girón (Santander): muerto el inspector de policía del municipio y a emboscada la patrulla militar que se proponía hacer el levantamiento del cadáver.
Fabio Vásquez sometió a juicio revolucionario a  Esteban Ríos y Florencio Amaya. Ricardo Lara dura casi 10 años en el monte y llegar a ser el número 2 del ELN luego del fusilamiento de Víctor Medina Morón, Julio César Cortes y Heliodoro Ochoa el 22 de marzo de 1968 y se retira por divergencias con sus compañeros en medio de la Operación Anorí (1 de septiembre-18 de octubre de 1973) en la que el ELN es casi aniquilado, abatidos 33 guerrilleros y 30 detenidos.

### Desmovilización
El 23 de noviembre de 1973, Lara se separa del ELN. Se fue sin armas para no afectar al grupo que se encontraba golpeado por la Operación Anorí, llegó a un rancho campesino y pidió auxilio a un campesino que lo atendió y le facilitó el descanso en el Bagre (Antioquia). Al otro día, con el pretexto de comprar unas pastillas, el campesino regresó con una escuadra de militares, y pedir la recompensa de un millón de pesos por Lara. Fue presentado a los medios de comunicación del país e inicialmente condenado a 42 años de prisión en el llamado “Consejo de Guerra del Siglo”, sin embargo, el juicio cayó por errores procedimentales, quedando la condena solo a 4 años y un mes, que terminó de purgar el 3 de octubre de 1978. Una vez en libertad se traslada a Ciudad de Panamá y le colabora al general Omar Torrijos en su proceso político. Al lado de Torrijos conoce de cerca al escritor colombiano Gabriel García Márquez con quien entabló amistad. Se vinculó al proceso sandinista de Nicaragua en 1979 con la comandancia del general Tomas Borges].  A su regreso a Colombia en 1982 fue invitado por Jaime Bateman Cayón a ser parte del M-19. 
En 1983 se acogió a la amnistía del gobierno de Belisario Betancur y creó el (Frente Amplio del Magdalena Medio), primer movimiento social y político  de base popular, amplio, capaz de aglutinar sectores populares desde el Partido Comunista hasta el Partido Conservador. Convirtiéndose el primer ex comandante guerrillero elegido concejal por voto popular en la historia de Colombia, en Barrancabermeja.

## Muerte
Fue asesinado el 14 de noviembre de 1985 al parecer por miembros del ELN en el barrio Rafael Uribe Uribe de Barrancabermeja (Santander).